# Teleki (selo)
Teleki je naselje u središnoj zapadnoj Mađarskoj.
Zauzima površinu od 8,05 km četvornih.

## Ime
Imre Várkonyi tvrdi da ime dolazi od riječi koja označuje za poljodjelstvo, da je zemlja pogodna za usjeve.

## Zemljopisni položaj
Nalazi se na 46° 46' 19,02" sjeverne zemljopisne širine i 17° 49' 29,53" istočne zemljopisne dužine. 10 je km udaljeno od Blatnog jezera (od mjesta Balatonszárszó), u brdskom dijelu Vanjskog Somogya (Külső-Somogyi).
Szólad je 1,5 km sjeveroistočno. Balatonszemes je 3 km sjeverno-sjeverozapadno. 3,5 km sjeverno-sjeverozapadno je Balatonőszöd, 5 km jugoistočno je Kötcse, 1,5 km jugoistočno je Nagycsepely. 5 km jugozapadno je Latranska pustara.

## Upravna organizacija
Upravno pripada Balatonföldvárskoj mikroregiji u Šomođskoj županiji. Poštanski broj je 8626.

## Povijest
Prvi spomen datira od 1211. godine kad je bio dijelom posjeda Tihanjske opatije. Spominje se pod imenom Vila Theluky.
Hrvatsko-ugarski kralj Bela III. (po mađarskom brojanju Bela IV.) dao ga je ostrogonskim ivanovcima. Zatim je bio imovinom časnih sestara sa Zečjeg otoka (poslije Margitinog otoka). Za vrijeme osmanske vlasti opet pripada tihanjskoj opatiji. Za turske je okupacije broj je stanovnika znatno opao.

## Kultura
- katolička crkva iz doba Arpadovića. Izvorni je dio romanički građen i rekonstruiran u 18. st. Izvorni su samo temeljni zidovi sakristije.
- kalvinistička crkva
- muzej lokalne povijesti

## Promet
2,5 km sjeverozapadno prolazi državna autocesta M7 (europska prometnica E71). 4,5 km jugozapadno prolazi cesta br. 67.

## Stanovništvo
Teleki ima 193 stanovnika (2001.). Skoro svi su Mađari te oko 3% Roma.

## Vanjske poveznice
- (mađ.) Irány Magyarország oldalain